# 比利时国铁18型电力机车 (西门子)
18型电力机车是比利时国家铁路公司（SNCB）的电力机车车型之一，也是“欧洲短跑手”（EuroSprinter）系列电力机车之一，由德国西门子交通集团设计制造。
2006年12月12日，西门子交通集团与比利时国家铁路公司签订了60台新型电力机车的采购合同，合同总值2.11亿欧元，同时并获得了另外60台机车的意向采购订单。2008年12月，比利时国铁落实执行意向采购订单，合同总值2.22亿欧元。
该型机车在比利时铁路系统内被定型为18型，是在“欧洲短跑手”（EuroSprinter）系列ES64U4型电力机车基础上开发研制的多电流制四轴客货运通用电力机车，西门子交通集团内部型号为ES60U3，其中“ES”是“EuroSprinter”的缩写、“60”代表机车最大功率为6000千瓦、“U”代表客货运通用（Universal）、“3”代表机车适用于三种供电制式。机车适用于供电制式为25千伏50赫兹工频单相交流电、3000伏特直流电或1500伏特直流电的电气化铁路，以满足比利时本国及周边接壤的卢森堡、法国、荷兰等国之间国际联运需要。机车采用水冷IGBT牵引变流器、鼠笼式三相异步牵引电动机、“SIBAS 32”微机控制系统；在交流电模式下，机车持续功率为5000千瓦，短时功率为6000千瓦；在3000伏特和1500伏特直流电模式下，机车持续功率分别为5000千瓦、2500千瓦，短时功率分别为6000千瓦、4200千瓦；最高运行速度为200公里/小时。机车兼容多种信号及安全防护系统，包括欧洲标准的欧洲列车控制系统（ETSC）、比利时的机车传输应答器系统（TBL1+/2）、荷兰的自动列车防护系统（ATB）以及法国的信号标速度控制系统（KVB）。